# Chrysops hinei
Chrysops hinei är en tvåvingeart som beskrevs av Daecke 1907. Chrysops hinei ingår i släktet Chrysops och familjen bromsar. Inga underarter finns listade i Catalogue of Life.